# I liga polska w rugby (1969)
I liga polska w rugby (1969) – trzynasty sezon najwyższej klasy ligowych rozgrywek klubowych rugby union w Polsce. Tytuł mistrza Polski obroniła Skra Warszawa, drugie miejsce zajęła Spójnia Gdańsk, a trzecie Lechia Gdańsk.

## Uczestnicy rozgrywek
Do rozgrywek I ligi przystąpiło w tym sezonie 8 drużyn. Spośród siedmiu drużyn, które brały udział w rozgrywkach poprzedniego sezonu, w tym udział wzięło sześć: Skra Warszawa, Orzeł Warszawa, Lechia Gdańsk, Czarni Bytom, Posnania Poznań i Polonia Poznań. Siódmą drużynę, Ogniwo Sopot, zastąpiła Spójnia Gdańsk, która przejęła z Ogniwa drużynę rugby. Ponadto po raz pierwszy w rozgrywkach wystąpiła założona w grudniu 1968 drużyna Budowlanych Łódź.

## Przebieg rozgrywek
Rozgrywki toczyły się w systemie wiosna–jesień, każdy z każdym, mecz i rewanż.
Wyniki spotkań:
|                 | Skra Warszawa | Orzeł Warszawa | Lechia Gdańsk | Czarni Bytom | Posnania Poznań | Polonia Poznań | Spójnia Gdańsk | Budowlani Łódź |
| Skra Warszawa   | –             | 18:9           | 12:11         | 3:0          | 28:3            | 16:5           | 3:0            | 11:0           |
| Orzeł Warszawa  | 3:11          | –              | 6:8           | 9:0 (wo)     | 22:5            | 27:3           | 19:5           | 9:0            |
| Lechia Gdańsk   | 3:12          | 9:6            | –             | 3:6          | 14:3            | 9:0 (wo)       | 6:6            | 35:0           |
| Czarni Bytom    | 6:3           | 3:6            | 12:16         | –            | 9:9             | 9:5            | 14:14          | 20:9           |
| Posnania Poznań | 12:9          | 13:3           | 3:24          | 3:6          | –               | 3:6            | 10:16          | 9:6            |
| Polonia Poznań  | 0:18          | 11:14          | 6:17          | 6:6          | 6:3             | –              | 3:13           | 11:3           |
| Spójnia Gdańsk  | 16:3          | 19:6           | 9:8           | 3:9          | 14:3            | 19:3           | –              | 9:6            |
| Budowlani Łódź  | 3:22          | 3:24           | 8:9           | 16:6         | 9:3             | 0:9            | 0:6            | –              |

Tabela końcowa:
| Pozycja | Drużyna         | Punkty razem | Bilans punktów |
| ------- | --------------- | ------------ | -------------- |
| 1       | Skra Warszawa   | 36           | 169:71         |
| 2       | Spójnia Gdańsk  | 34           | 149:93         |
| 3       | Lechia Gdańsk   | 33           | 172:89         |
| 4       | Orzeł Warszawa  | 30           | 163:108        |
| 5       | Czarni Bytom    | 28           | 106:105        |
| 6       | Polonia Poznań  | 22           | 82:172         |
| 7       | Posnania Poznań | 21           | 57:209         |
| 8       | Budowlani Łódź  | 18           | 63:183         |

## Inne rozgrywki
W rozgrywanych w tym sezonie mistrzostwach Polski juniorów zwycięstwo odniosła Posnania Poznań.